# Miss Universe Colombia 2021
Miss Universe Colombia 2021 fue la 2.ª edición del concurso Miss Universe Colombia. Se llevó a cabo el 18 de octubre de 2021 en el Chamorro City Hall de la ciudad de Bogotá. 24 candidatas, provenientes de diferentes departamentos y ciudades del país, compitieron por el título. Al final del evento, Laura Olascuaga, Miss Universe Colombia 2020, de Bolívar, coronó a Valeria Ayos, de Cartagena, como su sucesora. Ella representó a Colombia en la competencia de Miss Universo 2021, donde logró ser parte del Top 5.
La gala final fue emitida en vivo por el Canal RCN, y tuvo como conductoras principales a Laura Barjum, modelo y Señorita Colombia 2017, y a Laura Olascuaga, reina titular del certamen. Los encargados de entretener y animar la velada de elección y coronación fueron los artistas Carolina Gaitán, Pipe Bueno, Herencia de Timbiquí y el dúo Mau y Ricky.

## Jurados
El panel de jurados estuvo conformado por:
- Olivia Quido – Empresaria, Jurado[5]
- Luis Alfonso Borrego – Presentador de televisión de Telemundo[5]
- Alexander González Aguilar – Preparador de reinas y conferencista[5]
- Bárbara de Regil – Actriz[5]
- Luisa Fernanda W – Influencer[5]

## Resultados
| Resultado final             | Candidata |
| --------------------------- | --- |
| Miss Universe Colombia 2021 | - Cartagena – Valeria Ayos |
| 1.ª finalista               | - Risaralda – María Alejandra López |
| 2.ª finalista               | - Bolívar – Franselys Santoya § |
| Top 7                       | - Atlántico – Paula Pallares - Caldas – Estefanía García - La Guajira – Valentina Macías - Valle del Cauca – Valeria Gálvez                                             |
| Top 13                      | - Boyacá – Camila Andrea Pinzón - Cali – Valeria Acosta - Córdoba – Alejandra López - Cundinamarca – Ángela Briceño - Huila – Yenifer Perdomo - Sucre – Viviana Márquez |

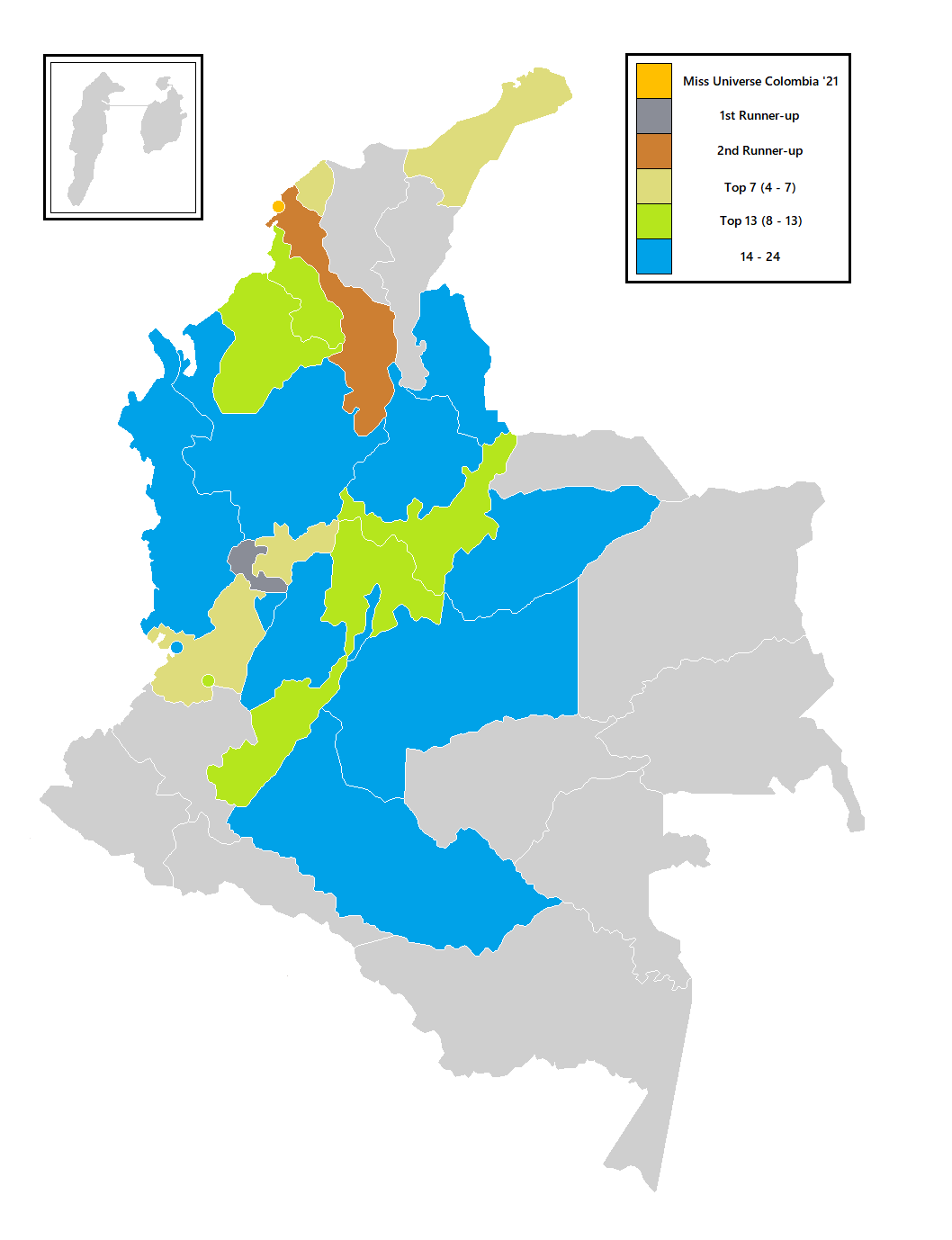
Resultados de Miss Universe Colombia 2021.

§ – Votada por el público vía internet para completar el cuadro de 13 semifinalistas.

### Orden de Clasificación
| Top 13          | Top 7           | Top 3     |
| --------------- | --------------- | --------- |
| Atlántico       | Risaralda       | Risaralda |
| Boyacá          | Atlántico       | Cartagena |
| Cali            | Bolívar         | Bolívar   |
| Cartagena       | Cartagena       |           |
| Córdoba         | La Guajira      |           |
| La Guajira      | Valle del Cauca |           |
| Risaralda       | Caldas          |           |
| Sucre           |                 |           |
| Valle del Cauca |                 |           |
| Cundinamarca    |                 |           |
| Huila           |                 |           |
| Caldas          |                 |           |
| Bolívar         |                 |           |

### Premiaciones especiales
La Organización Miss Universe Colombia y algunos patrocinadores hacen entrega de varios premios especiales durante las actividades preliminares del concurso.
| Premio                   | Candidata ganadora                                 |
| ------------------------ | -------------------------------------------------- |
| Miss Simpatía            | Córdoba - Alejandra López Castilla                 |
| Mejor Cuerpo             | Casanare - Hilsse Olmir Barrios Torres             |
| Mejor Sonrisa            | Bolívar - Franselys Santoya Ariza                  |
| Mejor Mirada             | Santander - María Alejandra Camargo Jiménez        |
| Mejor Piel Previred      | Norte de Santander – Lizeth Carolina Bunzel Ospina |
| Miss Organismo Saludable | Risaralda – Maria Alejandra López Peréz            |
| Miss Elegancia Mariano   | Cali – Valeria Acosta Muñoz                        |
| Figura Fütness-Bodytech  | Atlántico – Paula Andrea Pallares Pertuz           |
| Miss Forma Tu Cuerpo Fit | Córdoba - Alejandra López Castilla                 |
| Miss Influencer Bulova   | Bolívar - Franselys Santoya Ariza                  |

### Datos significativos
- Cartagena logra su posición más destacada dentro del certamen, al ganar Miss Universe Colombia por primera vez, empatando a  Bolívar, con 1 título cada uno.
- Risaralda obtiene el puesto de 1.ª Finalista por primera vez en la historia del concurso, alcanzando su lugar más alto hasta el momento.
- Bolívar se ubica en el puesto de 2.ª Finalista por primera ocasión.
- Atlántico,  Bolívar,  Caldas,  Cartagena,  Huila y  Valle del Cauca repiten clasificación a cuartos de final.
- Bolívar clasifica consecutivamente al Top 3, convirtiéndose en el departamento con más colocaciones dentro del corte final, con un total de 2.
- Atlántico,  Caldas y  Valle del Cauca se posicionaron el año anterior dentro del grupo de 16 cuartofinalistas y, curiosamente, en esta oportunidad los 3 departamentos compartieron lugar en el Top 7.
- Huila forma parte del primer corte de cuartofinalistas por segundo año consecutivo.
- Boyacá,  Cali,  Córdoba,  Cundinamarca,  La Guajira,  Risaralda y  Sucre clasifican por primera vez en la historia del concurso.
- Varios de los departamentos que participaron en la primera versión, no lo hicieron en esta oportunidad.

## Candidatas
24 candidatas compitieron por el título.
| Territorio         | Candidata                       | Edad | Estatura | Residencia    |
| ------------------ | ------------------------------- | ---- | -------- | ------------- |
| Antioquia          | Andrea Jaramillo Vásquez        | 26   | 1.75 m   | Medellín      |
| Atlántico          | Paula Andrea Pallares Pertuz    | 25   | 1.74 m   | Barranquilla  |
| Bogotá, D. C.      | Diana Marcela Hernández Toro    | 20   | 1.77 m   | Bogotá        |
| Bolívar            | Franselys Santoya Ariza         | 27   | 1.80 m   | Cartagena     |
| Boyacá             | Camila Andrea Pinzón Jiménez    | 25   | 1.76 m   | Duitama       |
| Buenaventura       | Mathilde Lina López Moreno      | 27   | 1.72 m   | Buenaventura  |
| Caldas             | Estefanía García Orozco         | 19   | 1.77 m   | Cali          |
| Cali               | Valeria Acosta Muñoz            | 25   | 1.77 m   | Cali          |
| Caquetá            | Luz Adriana López Ayala         | 24   | 1.68 m   | Bogotá        |
| Cartagena          | Valeria Maria Ayos Bossa        | 27   | 1.76 m   | Cartagena     |
| Casanare           | Hilsse Olmir Barrios Torres     | 25   | 1.71 m   | Puerto Gaitán |
| Chocó              | Keidy Johena Lemos Mena         | 26   | 1.71 m   | Quibdó        |
| Córdoba            | Alejandra López Castilla        | 25   | 1.73 m   | Montería      |
| Cundinamarca       | Ángela Daniela Briceño Rojas    | 27   | 1.77 m   | Bogotá        |
| Huila              | Yenifer Alexandra Perdomo Mora  | 25   | 1.73 m   | Rivera        |
| La Guajira         | Valentina Macías Ortega         | 23   | 1.75 m   | Bucaramanga   |
| Meta               | Laura Carolina Linares Ardila   | 21   | 1.64 m   | Granada       |
| Norte de Santander | Lizeth Carolina Bunzel Ospina   | 27   | 1.77 m   | Cali          |
| Quindío            | Melissa Hernández Graciano      | 24   | 1.70 m   | Miami         |
| Risaralda          | Maria Alejandra López Peréz     | 27   | 1.76 m   | Pereira       |
| Santander          | María Alejandra Camargo Jiménez | 23   | 1.78 m   | Bucaramanga   |
| Sucre              | Viviana Marcela Peña Márquez    | 27   | 1.73 m   | Bogotá        |
| Tolima             | Andrea Marcela Escobar Moreno   | 24   | 1.73 m   | Honda         |
| Valle del Cauca    | Valeria Gálvez Lombana          | 21   | 1.77 m   | Cali          |

### Regresos
- Cartagena - Valeria María Ayos Bossa[7] participaría en la edición anterior como Miss San Andrés 2020, pero por motivos de salud se retiró de la competencia, este año regresa y se le otorga por parte de la organización nacional el derecho de participar con la banda de Miss Cartagena 2021.

### Retiros
- Huila - Wendy Michelle Murillo Murillo había sido seleccionada oficialmente como Miss Huila 2021, pero se retiró pocas semanas antes de iniciar el concurso por motivos personales.

### Suplencias
- Huila - Yenifer Alexandra Perdomo Mora fue nombrada como la nueva Miss Huila 2021 en sustitución de Wendy Michelle Murillo Murillo.

## Participación en otros concursos

### Reinados Internacionales
Miss Grand Internacional
- 2023:  Risaralda - Maria Alejandra López Peréz (2.ª Finalista)

Miss Mundo
- 2023:  Boyacá - Camila Andrea Pinzón Jimenez
- 2015:  Risaralda - Maria Alejandra López Peréz

Miss Tierra
- 2018:  Cartagena - Valeria María Ayos Bossa (Miss Tierra Agua - 2.ª Finalista)

Top Model of the World
- 2018:  Bolívar - Franselys Santoya Ariza (Top 16 - Mejor en Traje de Baño)

Reina Hispanoamericana
- 2013:  Risaralda - Maria Alejandra López Peréz (Ganadora - Mejor Cuerpo y Mejor Cabello)

Miss Caraïbes Hibiscus
- 2014:  Risaralda - Maria Alejandra López Peréz (Ganadora - Miss Fotogénica)

Reinado Internacional de la Ganadería
- 2019:  Meta - Laura Carolina Linares Ardila (Top 5 - Mejor Cuerpo)

### Reinados Nacionales
Señorita Colombia
- 2015:  Bolívar - Franselys Santoya Ariza
- 2013:  Risaralda - Maria Alejandra López Peréz (Primera Princesa)

Miss Mundo Colombia
- 2022:  Boyacá - Camila Andrea Pinzón Jimenez (Ganadora)
- 2015:  Risaralda - Maria Alejandra López Peréz (Ganadora)

Miss Grand Colombia
- 2023:  Risaralda - Maria Alejandra López Peréz (Ganadora), (representando a  Eje Cafetero)

Miss Tierra Colombia
- 2018:  Cartagena - Valeria María Ayos Bossa (Ganadora)
- 2018:  Chocó - Keidy Johena Lemos Mena

Reinado Nacional de la Ganadería
- 2018:  Meta - Laura Carolina Linares Ardila (Ganadora)

Reinado Nacional del Cacao
- 2017:  Meta - Laura Carolina Linares Ardila

Reinado Nacional de la Panela
- 2021:  Chocó - Keidy Johena Lemos Mena (Ganadora)

### Reinados Departamentales
Señorita Huila
- 2019:  Huila - Yenifer Alexandra Perdomo Mora
- 2018:  Huila - Yenifer Alexandra Perdomo Mora (Virreina)

Señorita Región Caribe
- 2019:  Atlántico: Paula Andrea Pallares Pertuz

Señorita San Andrés, P. y S.C
- 2016:  Cartagena - Valeria María Ayos Bossa

Señorita Valle
- 2016:  Norte de Santander - Lizeth Carolina Bunzel Ospina (Primera Princesa)
- 2013:  Norte de Santander - Lizeth Carolina Bunzel Ospina